# 膝つき行為
膝つき行為（ひざつきこうい）は、基本的な人間の動作の1つで、片膝または両膝を地面に跪くこと。跪くことにより向かい合う相手より低い姿勢となり、敬意を表することになる。

## 臣従儀礼
臣従儀礼は臣下が君主に従い、君臣関係を確認する行事である。フランス語で「オマージュ (homage)」と呼ばれ、英語などの多くの言語で使用される。

## 求婚
結婚を申し込む際に片膝をつくことがある。多くの場合は男性が女性に対して行う。

## 人種差別抗議
2016年8月、NFLのプレシーズンマッチでサンフランシスコ・フォーティナイナーズのコリン・キャパニックは、試合前の国歌演奏で起立せずに片膝をついて人種差別への抗議を表明した。その後はキャパニックに追随してアメリカ国内、そして世界中の多くの国のスポーツで同様の行為が見られた。
2020年東京オリンピックでは国際オリンピック委員会 (IOC) が開催直前の2021年7月に規則を変更し、条件つきでの抗議行動が容認されたことにより、サッカーイギリス女子代表などが片膝つき行為による抗議を表明し、対戦相手も同調した。また、体操女子予選に出場したルシアナ・アルバラド（コスタリカ）は、ゆかでの演技最後の振り付けとして、片膝をゆかについた状態で握りこぶしを高く突き上げる（ブラックパワー・サリュート）という姿勢をとった。